# MediaWiki

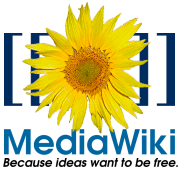
Logotipo antigo

Na informática, o MediaWiki é um sistema computacional livre e de código-aberto do tipo Wiki, desenvolvido em 2001 na fundação Wikimedia com uso da linguagem de programação PHP, e funciona como um gestor de conteúdo web usando a base de dados MySQL nos principais projetos da fundação, como a Wikipédia, Wikcionário e o Wikimedia Commons. O código-fonte deste sistema está licenciado sob a GNU GPL.

## História

### Fase I
O MediaWiki foi originalmente escrito para o site Wikipédia pelo estudante e programador alemão Magnus Manske, criado em 2001 que inicialmente utilizava o software UseModWiki feito com a linguagem de programação Perl, sendo chamada por "Fase I".

### Fase II
Sendo alterado para PHP com suporte ao MySQL na versão "Fase II", em 25 de janeiro de 2002 (data ficou conhecido entre a comunidade Wikipedista como o Dia Magnus) sendo então chamado por "PHP-wiki", "software Wikipedia".

### Fase III
Em 2002 o software foi reescrito e melhorado por Lee Daniel Crocker a partir do código base, sendo conhecido por "Fase III". A partir de 2003, a Fase III, também conhecida como "PHP wiki", adotou o nome de "MediaWiki", sendo rebatizada por Daniel Mayer em homenagem à Fundação Wikimedia. As novas versões públicas foram criadas visando a expansão e a utilização externa, indo além dos projetos da Wikimedia.
Os principais marcos no desenvolvimento do MediaWiki incluem: o sistema de categorização (2004); funções de analizador sintático (2006); revisões marcadas (2008); Resource Loader, um sistema de entrega para CSS e JavaScript (2011); e  Visual Editor, uma interface de edição do tipo WYSIWYG, "o que você vê é o que você obtém" (2013).

## Uso
Inicialmente o MediaWiki foi usado no site Wikipédia, e os outros projetos da Wikimedia. Como o software é disponibilizado para uso gratuito, atualmente diversos sites são feitos usando a MediaWiki.
Muitas das ferramentas usadas na Wikipédia ou que usam o MediaWiki podem ser usadas em outras plataformas semelhantes, que compartilham uma estrutura semelhante à encontrada na MediaWiki.